# Міхаела Поллерес
Міхаела Поллерес (нім. Michaela Polleres, нар. 15 липня 1997) — австрійська дзюдоїстка, срібна призерка Олімппійських ігор 2020 року, бронзова призерка Олімппійських ігор 2024 року.

## Виступи на Олімпіадах
| Олімпіада  | Дисципліна | Місце |
| ---------- | ---------- | ----- |
| Токіо 2020 | до 70 кг   | 2     |
| Париж 2024 | до 70 кг   | 3     |